# Egglescliffe
Egglescliffe – wieś w Anglii, w hrabstwie ceremonialnym Durham, w dystrykcie (unitary authority) Stockton-on-Tees. Leży 33 km na południowy wschód od miasta Durham i 344 km na północ od Londynu. W 2001 miejscowość liczyła 7908 mieszkańców.